# Sheila Bingham
Sheila Anne Rodwell OBE, geborene Harrison (* 7. März 1947 in St Albans; † 16. Juni 2009), bekannt unter ihrem Namen aus erster Ehe, Sheila Bingham, war eine britische Epidemiologin und Ernährungsforscherin.

## Leben
Bingham war die Tochter eines Raumfahrtingenieurs und besuchte die Loughborough High School sowie anschließend das Queen Elizabeth College, das heute zum King’s College London gehört. Dort schloss sie ihr Studium als Ernährungsberaterin ab und arbeitete anschließend von 1969 bis 1974 in diesem Beruf.
Im Anschluss begann sie eine wissenschaftliche Karriere am Medical Research Council (MRC) in Cambridge, wo sie den Zusammenhang zwischen bestimmten Ernährungsgewohnheiten und chronischen Krankheiten untersuchte. Im Zuge ihrer Studien etablierte sie zahlreiche neue Biomarker, unter anderem für Protein und Zucker, die es ihr, Zusammenhänge zwischen Ernährung und Krankheitsrisiken zu untersuchen. Unter anderem untersuchte sie die Wirkung von Phytoöstrogenen, den Zusammenhang zwischen erhöhtem Fettkonsum und Brustkrebs sowie dem übermäßigen Verzehr von rotem Fleisch und Darmkrebs. Bingham war eine der Initiatorinnen der als EPIC-Studie bekanntgewordenen European Prospective Investigation into Cancer and Nutrition.
Bingham, die als Koautorin an über 450 Publikationen beteiligt war, hatte Honorarprofessuren in Cambridge und an der University of Ulster inne und war Life Fellow am Clare College. Sie war Fellow der Academy of Medical Sciences und ab 2005 Vorsitzende des Zentrums für Ernährungsepidemiologie und Krebsprävention des MRC in Cambridge. Des Weiteren war sie als Beraterin für Ernährungsfragen für das britische Gesundheitsministerium tätig. Wenige Tage vor ihrem Tod wurde ihr für ihre Leistungen der Order of the British Empire verliehen.
Bingham, die Tennis und Kochen zu ihren Hobbys zählte, heiratete 1970 in erster Ehe Roger Bingham und 2000 in zweiter Ehe Simon Rodwell. 2009 erlag sie einem längeren Krebsleiden.

## Schriften
- Dictionary of nutrition : a consumer’s guide to the facts of food. Barrie and Jenkins, London 1977, ISBN 0-214-20177-5.
- Nutrition : a consumer’s guide to good eating. Corgi, London 1978, ISBN 0-552-10664-X.
- The Everyman companion to food and nutrition. Dent, London 1987, ISBN 0-460-03038-8.
- Diet and cancer. Health Education Authority, London 1994, ISBN 1-854-48003-0.
- Nutritional aspects of the development of cancer. Health Education Authority, London 1999, ISBN 0-752-11100-0.